# Jesús Hernández
Jesús Alberto Hernández Blázquez (født 28. september 1981 i Ávila) er en forhenværende professionel spansk landevejscykelrytter, der seneste kørte for Trek-Segafredo. Derefter har han været sportsdirektør.